# HD 27442 b
HD 27442 b (ε Reticuli b) – planeta orbitująca wokół gwiazdy epsilon Reticuli A. Jest to gazowy olbrzym o masie co najmniej 1,5 raza większej od masy Jowisza. Planeta krąży po orbicie trochę większej niż orbita Ziemi. Gdyby posiadała księżyce, to prawdopodobnie byłoby na nich za gorąco, żeby mogło rozwinąć się tam życie.